# هواگرد عمود پرواز/باند کوتاه

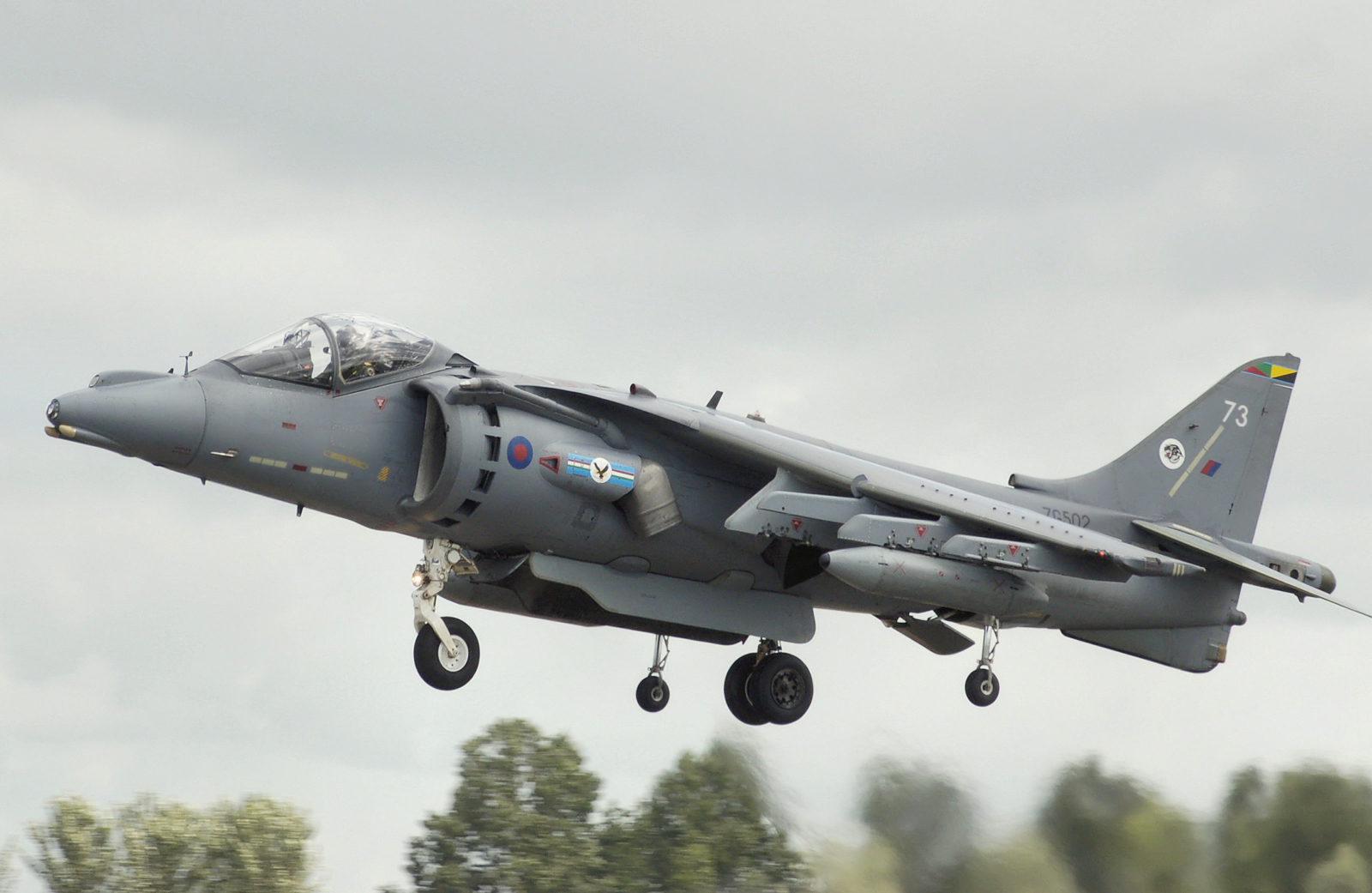
جت هریر جی‌آر۹ نیروی هوایی سلطنتی بریتانیا

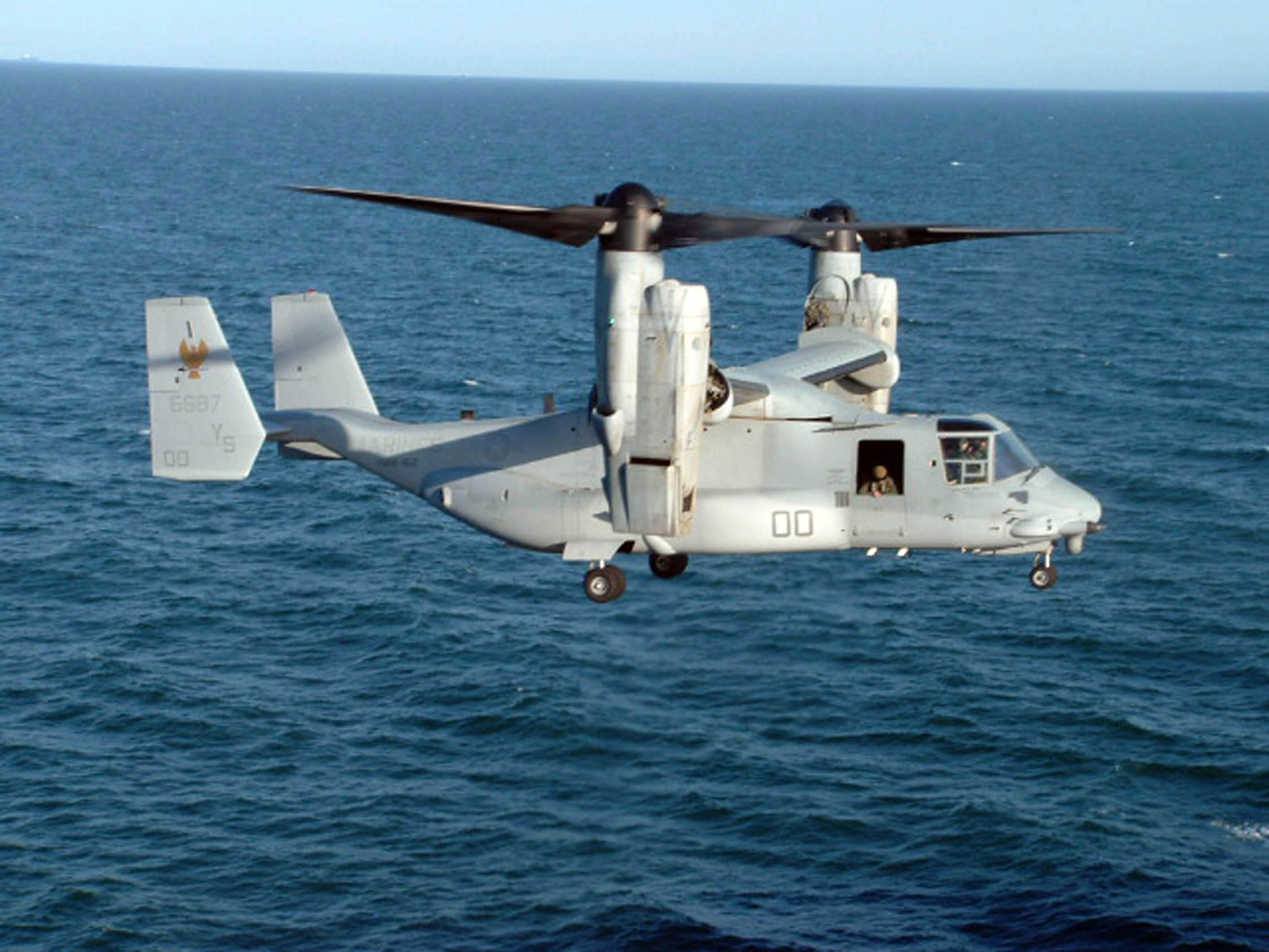
یک فروند ام‌وی-۲۲ آسپری سپاه تفنگداران دریایی ایالات متحده در حال آماده‌شدن برای فرود روی یک کشتی

هواگرد عمود پرواز و/یا نشست و برخاست از باند کوتاه، (به انگلیسی: (Vertical and/or short take-off and landing، (مخفف: V/STOL)، هواگردی قادر به نشست و برخاست به صورت عمودی یا در باندهای کوتاه است.هواپیماهای برخاست و فرود عمودی (VTOL) زیرمجموعه‌ای از هواگردهای V/STOL هستند که به هیچ‌وجه به باند فرودگاه احتیاج ندارند. بالگردها در طبقه‌بندی V/STOL  در نظر گرفته نمی‌شوند و این طبقه‌بندی فقط برای هواپیماها استفاده می‌شود.
بیشتر انواع هواپیماهای V/STOL از دهه ۱۹۵۰ تا ۱۹۷۰، به‌صورت آزمایشی یا تلاش‌هایی منجر به شکست کامل بودند. انواع هواپیماهای V/STOL که به تعداد زیاد تولید شده‌اند عبارت‌اند از لاکهید مارتین اف-۳۵ لایتنینگ ۲، جت هوایی هریر، یاکوولف یاک-۳۸ و بل بوئینگ وی-۲۲ آسپری.
برخاست هواپیماها از کشتی‌ها، گاهی اوقات با کمک یک سطح شیب‌دار (پرش اسکی)، میزان نیروی رانش مورد نیاز برای بلند کردن هواپیما از زمین (در مقایسه با برخاست عمودی) را کاهش می‌دهد و در نتیجه، بار و بردی را که می‌توان برای یک رانش مشخص به‌دست آورد، افزایش می‌دهد. به‌عنوان مثال، هریر قادر به برخاست عمودی با ظرفیت کامل سلاح و سوخت نیست. از این رو هواپیماهای V/STOL معمولاً از باند فرود (در صورت وجود) استفاده می‌کنند؛ بنابراین، عملیات نشست و برخاست متعارف (CTOL) معمولاً به عملیات نشست و برخاست عمودی (VTOL) و عملیات برخاست کوتاه و نشست عمودی (STOVL) ترجیح داده می‌شود.
مزیت اصلی هواپیمای V/STOL نزدیک شدن سریع‌تر به دشمن است که باعث کاهش زمان واکنش این هواپیماها می‌شود.

## فهرست هواپیماهای V/STOL
طراحی‌های زیادی از هواپیماهای V/STOL انجام شده‌است و فهرست زیر کامل نیست.
- هاوکر سیدلی پی.۱۱۲۷/جت هوایی هریر
- Bell XF-109
- Bell 65
- EWR VJ 101
- AgustaWestland AW609 (بل ۶۰۹)
- آگوستاوستلند پراجکت زیرو
- بل ایکس‌وی-۳
- بل ایکس‌وی-۱۵
- بل بوئینگ وی-۲۲ آسپری
- بل وی-۲۸۰ والور
- Curtiss-Wright X-19
- Canadair CL-84 Dynavert
- ال‌تی‌وی ایکس‌سی-۱۴۲
- Bell X-22
- هیلر ایکس-۱۸

### رانش و لیفت مجزا
- دورنیه دو ۳۱
- کاموف-۲۲
- لاکهید ایکس‌وی-۴ هومینگبرد
- داسو بالزاک-وی
- داسو میراژ ۳وی
- یاکوولف یاک-۳۸
- Fokker/Republic D-24 Alliance
- Yakovlev Yak-141
- Short SC.1

### فراصوت
اگرچه انواع زیادی از هواگردهای V/STOL فراصوت، پیشنهاد و ساخته شده‌اند و چند مدل دیگر نیز در حال آزمایش هستند، اف-۳۵بی نخستین و تنها هواپیمای فراصوت V/STOL است که عملیاتی شده و در سال ۲۰۱۶ وارد خدمت شده‌است.
- داسو میراژ ۳وی
- هاوکر سیدلی پی.۱۱۵۴
- راکول ایکس‌اف‌وی-۱۲
- لاکهید مارتین ایکس-۳۵/اف-۳۵بی
- Yakovlev Yak-141
- Bell D-188A
- EWR VJ 101l